# Franck Magloire
Pour les articles homonymes, voir Magloire (homonymie).
 (janvier 2012).
Si vous disposez d'ouvrages ou d'articles de référence ou si vous connaissez des sites web de qualité traitant du thème abordé ici, merci de compléter l'article en donnant les références utiles à sa vérifiabilité et en les liant à la section « Notes et références ».
Franck Magloire est un écrivain français né en 1970.

## Biographie
Dans son premier livre, Ouvrière, Franck Magloire relate la vie de sa mère, ouvrière chez Moulinex jusqu’à la fermeture de l’usinee située près de Caen en 1997. Ce livre reçoit le prix littéraire de la ville de Caen en 2003. Il y présente "le processus d'énonciation"ref name=effroi/>  par lequel il "encourage sa mère à parler" et trouve une expression simple et poétique qui "rend hommage à tous les travailleurs"". Franck Magloire est cette année-là le premier des trois auteurs "dressant des tombeaux de la classe ouvrière" lors de leurs premiers livres, entre 2002, observe l'universitaire Xavier Vigna. La future ministre de la culture Aurélie Filipetti a entamé une démarche proche l'année suivante, puis en 2008 l'historienne Martine Sonnet a alterné souvenirs familiaux et enquête historique pour honorer son père, père forgeron jusqu'en 1967 chez Renault-Billancourt, également en réaction à la destruction de l'usine, par une "poétique réparatrice voire une écriture de la substitution", rappellant celle d'Aurélie Filipetti, dans une des versions de la mythologie Billancourt.

## Publications
- Ouvrière, Éditions de l'Aube, 2002  (ISBN 2-87678-791-1) — Prix littéraire 2003 de la ville de Caen.
- En contrebas, Éditions de l'Aube, 2007.
- Présents, Seuil, coll. « Fiction & Cie », 2012.
- Destination, Éditions du Soupirail, 2017.
- Horizon asphalte, Éditions du Soupirail, 2022.
- Opéra, Éditions L'Ire des Marges, 2023.